# Hylarana asperrima
Hylarana asperrima es una especie de anfibio anuro de la familia Ranidae. Se encuentra en Camerún y Nigeria. Se encuentra amenazada de extinción por la pérdida de su hábitat natural.